# Accident d'un BAe 146 d'Aviastar
Le 9 avril 2009, un BAe 146 d'Aviastar s'est écrasé contre une colline, située à 6,5 km au nord-ouest de son aéroport de destination, lors d'un vol cargo entre l'aéroport de Jayapura-Sentani et l'aéroport de Wamena (en), tous deux situés dans la province indonésienne de Papouasie. Les 6 membres de l'équipage présents à bord ont tous été tués dans le crash.
Cet accident est le premier accident mortel pour la compagnie aérienne indonésienne Aviastar, ainsi que le deuxième accident aérien survenue en Indonésie en une semaine, après qu'un Fokker F27 de l'armée de l'air indonésienne s'est écrasé sur un hangar à Bandung le 6 avril, tuant les 24 personnes à bord.
Le rapport final du Comité national pour la sécurité dans les transports indonésien (NTSC) a conclu que cet accident, de type impact sans perte de contrôle (CFIT), était dû à une erreur de pilotage, le commandant de bord ayant ignoré l'avertisseur de proximité du sol (GPWS) après que le copilote l'ait averti à plusieurs reprises, car il s'inquiétait de la façon dont le commandant de bord pilotait l'avion.

## Contexte

### Avion

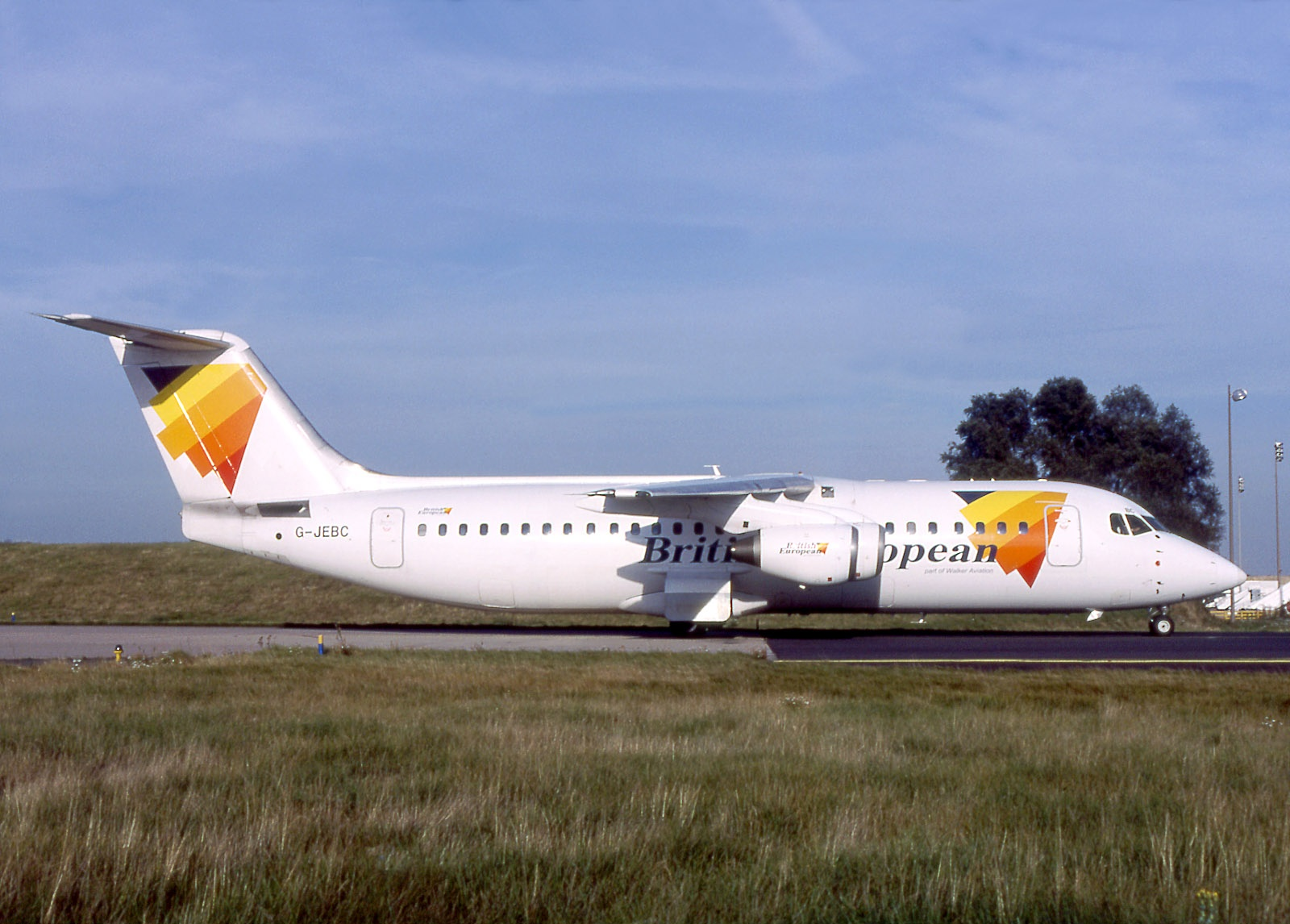
Le BAe 146 impliqué dans l'accident, alors qu'il opérait pour British European (G-JEBC), ici en septembre 2000.

L'appareil impliqué dans l'accident était un BAe 146-300, fabriqué en 1990 et immatriculé PK-BRD (numéro de série E3189). Il a d'abord été livré à Thai Airways International, avec comme immatriculation HS-TBO, et nommé « Lahan Sai ». Il a ensuite été racheté en 1998 et réimmatriculé G-JEBC par Jersey European Airways, qui a ensuite été renommée d'abord British European en juin 2000, puis Flybe en 2002.
Finalement, en 2007, l'avion a été rachetée par Aviastar. Construit à l'origine en tant qu'avion de transport de passagers, la compagnie l'a ensuite modifié en avion combi, une configuration permettant le transport combinée de passagers et de marchandise, en septembre 2008. Au moment de l'accident, cet avion court-courrier, équipé de quatre moteurs Lycoming ALF502R-5, avait cumulé plus de 22 000 heures de vol. 
L'avion était configuré pour transporté 42 passagers et des quantités variables de fret. Cependant, le tableau indiquant la masse et le centrage, utilisé lors de ce vol, correspondait à un avion configuré pour 110 passagers, indiquant donc qu'il s'agissait d'un tableau erroné.

### Passagers et équipage
Comme l'avion effectuait un vol cargo, il n'y avait pas de passagers en cabine ; à bord se trouvaient uniquement six membres d'équipage, tous indonésiens. Le commandant de bord, qui est alors le pilote en fonction (PF), était Sigit Triwahyono (56 ans), qui totalisait plus de 8 300 heures de vol, dont 1 000 heures sur BAe 146. Le copilote était Lukman Yusuf (49 ans), qui comptait 12 400 heures de vol à son actif, dont seulement 200 heures sur BAe 146.

## Accident
Le BAe 146, immatriculé PK-BRD, était exploité pour un vol cargo reliant l'aéroport de Jayapura-Sentani à l'aéroport de Wamena (en). L'équipage était alors composé de deux pilotes, de deux agents de bord, d'un ingénieur de vol et d'un responsable de chargement. L'avion transportait essentiellement des bulletin de vote à Wamena, ainsi que plusieurs autres marchandises, car une élection parlementaire avait lieu ce mois-là.
Le vol se déroulait selon les règles de vol aux instruments (IFR) depuis Jayapura, avec une descente, une approche et un atterrissage selon les règles de vol à vue (VFR) à Wamena, car il n'y avait pas de procédure d'approche aux instruments publiée à Wamena. Il y avait également des nuages à basse altitude sur la trajectoire d'approche finale de la piste 15 de l'aéroport de Wamena.
L'avion a été observé effectuant une remise de gaz à basse altitude au-dessus de la piste d'atterrissage : il est ensuite monté à basse altitude, dans le prolongement de l'axe de la piste 15, en direction du sud-est, avant d'effectuer un virage à droite sur la partie vent arrière de la trajectoire d'approche.
Alors qu'il entamait sa deuxième approche vers l'aéroport de Wamena, l'appareil s'est écrasé sur Pikei Hill, situé prés du Mont Tengah, à 10h43 UTC. La violence du choc à pulvérisé l'appareil et toutes les personnes présentes à bord ont été tuées sur le coup.

Débris de l'avion
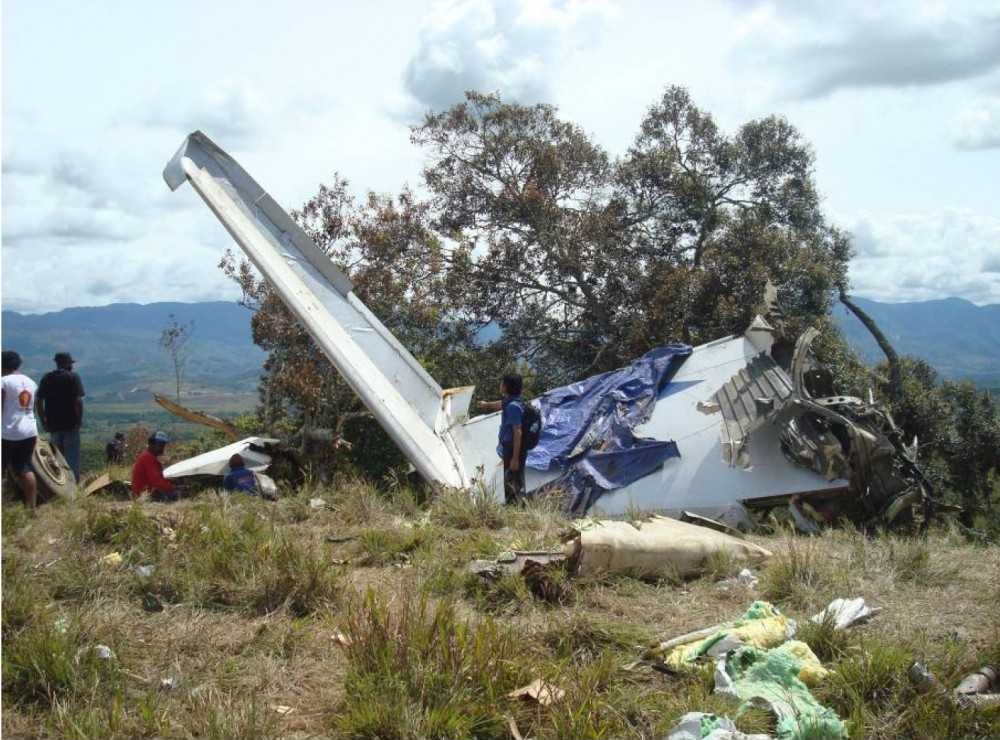
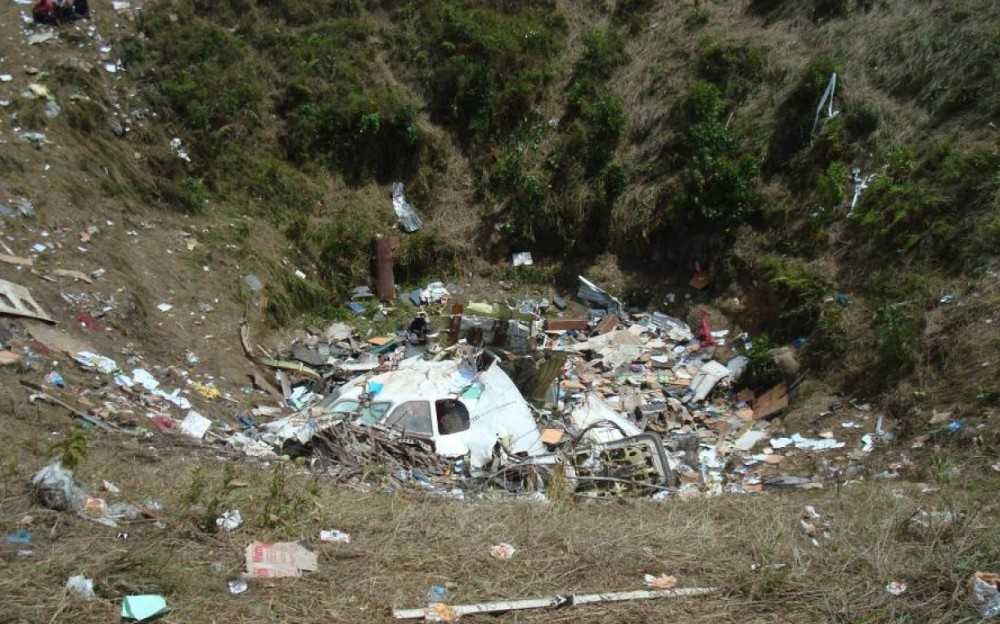

## Enquête
L'enquête a été menée par le Comité national pour la sécurité dans les transports indonésien (NTSC). Au moment de l'accident, les conditions météo à Wamena étaient calme, avec une légère brume et des nuages épars entourant l'aéroport. La visibilité étant également de 8 km, la météo n'a pas joué un rôle dans l'accident. Les enquêteurs ont récupéré l'enregistreur de paramètres (FDR) et l'enregistreur phonique (CVR) ; les deux contenaient des données de bonne qualité et exploitable. Sur la base de l'analyse des enregistreurs de vol, les enquêteurs ont ensuite reconstitué l'ordre chronologique des faits ayant conduit au crash.
Lors de sa première tentative d'atterrissage, la piste 15 de l'aéroport de Wamena était obscurcie par des nuages bas. Sachant qu'ils ne pouvaient pas piloter l'avion en suivant la trajectoire de vol établie pour l'approche, l'équipage l'a alors abandonnée et a commencé à faire un tour par la droite à une faible altitude, estimé à environ 150 pieds (46 m) au dessus du sol. Alors qu'il se trouvait dans un virage à droite en vent arrière, l'alarme de l'avertisseur de proximité du sol amélioré (EGPWS) a retenti à plusieurs reprises dans le cockpit, mais les pilotes n'ont répondu à aucune de ces alertes. Le copilote Lukman s'est vraiment inquiété de la façon dont le commandant Sigit maniait l'avion ; il a notamment dit plus tard « soyez prudent, monsieur » au commandant de bord.
Il a alors augmenté l'angle d'inclinaison de l'avion vers la droite ; le copilote est alors devenu très anxieux. Peu de temps après, le commandant de bord a incliné l'avion vers la gauche. L'alerte « Don't sink » (« Ne descendez pas ») de l'EGPWS a retenti pour la deuxième fois. L'angle d'inclinaison vers la gauche est devenu extrême, dépassant les 40°. L'avion est également entré dans une assiette à piqué de 10°. Le copilote a alors averti le commandant de ne pas descendre davantage. En répétant ses mots, il l'a alerté sur le fait de se conformer à l'alerte vocale de l'EGPWS.
Trois secondes plus tard, le copilote a ordonné de « tourner à gauche » en urgence. Les alertes vocales de l'EGPWS a alors de nouveau retenti. Au même moment, le copilote a appelé le commandant Sigit « Monsieur ! Monsieur ! Monsieur ! ». L'avion a alors percuté le sol quelques instants plus tard.
Le NTSC a noté que la gestion des ressources de l'équipage n'a pas été bonne tout au long du vol. Aucun des deux pilotes n'a été suffisamment formé au pilotage de l'avion lorsque l'alerte de l'EGPWS a retenti. Le manuel d'exploitation (COM) de la compagnie aérienne précisait que le briefing de l'équipage devait être mis à jour si des circonstances changeantes l'exigeaient. Le commandant de bord a mis à jour le briefing lorsque la première approche a été interrompue et que la remise de gaz a été effectuée.
Le fait que le commandant n'ait pas tenu compte des différentes alertes de l'EGPWS, qui ont retenti pendant que l'avion était manœuvré à bassa altitude, n'était pas conforme aux instructions fournies à l'équipage concernant la réponse aux alertes et avertissements de l'EGPWS, telles que publiées dans le COM. Cela, combiné au manque de formation de l'équipage relative à l'EGPWS, signifie qu'ils n'étaient pas correctement préparés à répondre au moment opportun et de manière appropriée aux alertes et avertissements fournis par l'EGPWS. Si le commandant de bord avait exécuté les réponses appropriées à ces alertes, il est peu probable que l'accident se soit produit.
Aucun des deux membres de l'équipage n'a respecté les instructions concernant les responsabilités de l'équipage lors d'une approche VFR, telles que publiées dans le COM. Cela les a empêchés d'assurer la sécurité du vol à basse altitude, tout en manœuvrant l'avion à proximité du relief et dans des conditions de visibilité réduite. S'ils avaient planifié plus soigneusement la deuxième approche et s'ils avaient coopéré étroitement les uns avec les autres, ils auraient peut-être réussi une approche et un atterrissage en toute sécurité. Leur mépris des procédures standard publiées est en contradiction avec les différents critères de sécurité et les traitements des risques intégrés dans la conception de ces procédures.